# Galasso II Pio
Galasso II Pio, fill de Marco I Pio, fou consenyor de Carpi des del 1418 associat als seus germans Giovanni, Alberto II i Giberto II. Inicialment, el feu estava supervisat pel més gran i únic adult, Giovanni, que va morir sense fills el 1431. Els germans supervivents van acordar governar sense conflictes.
A la mort de Giberto II el 1446, fidels al pacte familiar, Alberto II i Galasso II van associar fàcilment al govern del feu els fills encara menors del germà difunt, Marco II Pio i Ludovico (que, però, estava destinat a morir abans de complir els vint anys el 1464).
Galasso II va casar dues vegades, la primera amb Margherita d'Este, filla natural legitimada del marquès Nicolau III Este de Ferrara; i a la mort de la primera muller el 1452, es va casar per segon cop (1453) amb Costanza di Bartolomeo, que era la seva concubina.
Va morir a Carpi el 1465. Va deixar 14 fills: Gianmarsiglio, Gianludovico, Giancarlo, Gianniccolò, Bernardino, Lucia, Bianca, Gianprincivalle, Ginevra, Marsobilia, Gianmarco, Manfredo, Ludovica i Tommaso (el darrer natural i dedicat a la religió).

## Posteritat
A la mort de Galasso II l'any 1465, el seu nebot Marco II esmentat i el seu altre nebot Lionello I, que havia succeït al seu pare Alberto II dos anys abans, eren consenyors de Carpi juntament amb ell. Tanmateix, quan els vuit o nou fills de Galasso II es van unir als dos senyors ja regnants, la coexistència al capdavant del senyoriu de Carpi es va tornar decididament massa atapeïda.
El problema es va resoldre, encara que tràgicament, uns anys més tard. El 1469, el segon fill de Galasso II, Gianludovico, cunyat de Llorenç el Magnífic, va ser acusat de tramar una conspiració contra el duc de Ferrara, Borso d'Este (un gran enemic dels Mèdici). Va ser arrestat, portat al Castelvecchio de Ferrara i decapitat; el fill gran, Gianmarco, també va ser decapitat o assassinat a la presó per no denunciar el culpable, i tots els altres germans van ser empresonats de manera similar a Castelvecchio acusats de complicitat i retinguts allà fins al 1477, quan el nou cap de família, Gianmarsiglio, en nom seu i dels seus germans, inclosos els que havien aconseguit escapar des de llavors, es va veure obligat a renunciar formalment a totes les reclamacions sobre el senyoriu de Carpi.
La seva branca familiar (anomenada "galassina" per la historiografia italiana) és l'única que ha sobreviscut fins al segle XXI, encara florint a Roma, Gran Bretanya i els Estats Units. El 1872, va aconseguir obtenir de l'estat italià una indemnització substancial de 50.000 florins d'or com a compensació pels privilegis i exempcions que els va prendre il·legalment la família Este, predecessor legal de l'estat italià. El comte Don Manfredo Pio de Savoia va rebre el títol de príncep del rei Víctor Manuel III el 1930.